# تقطير مستمر

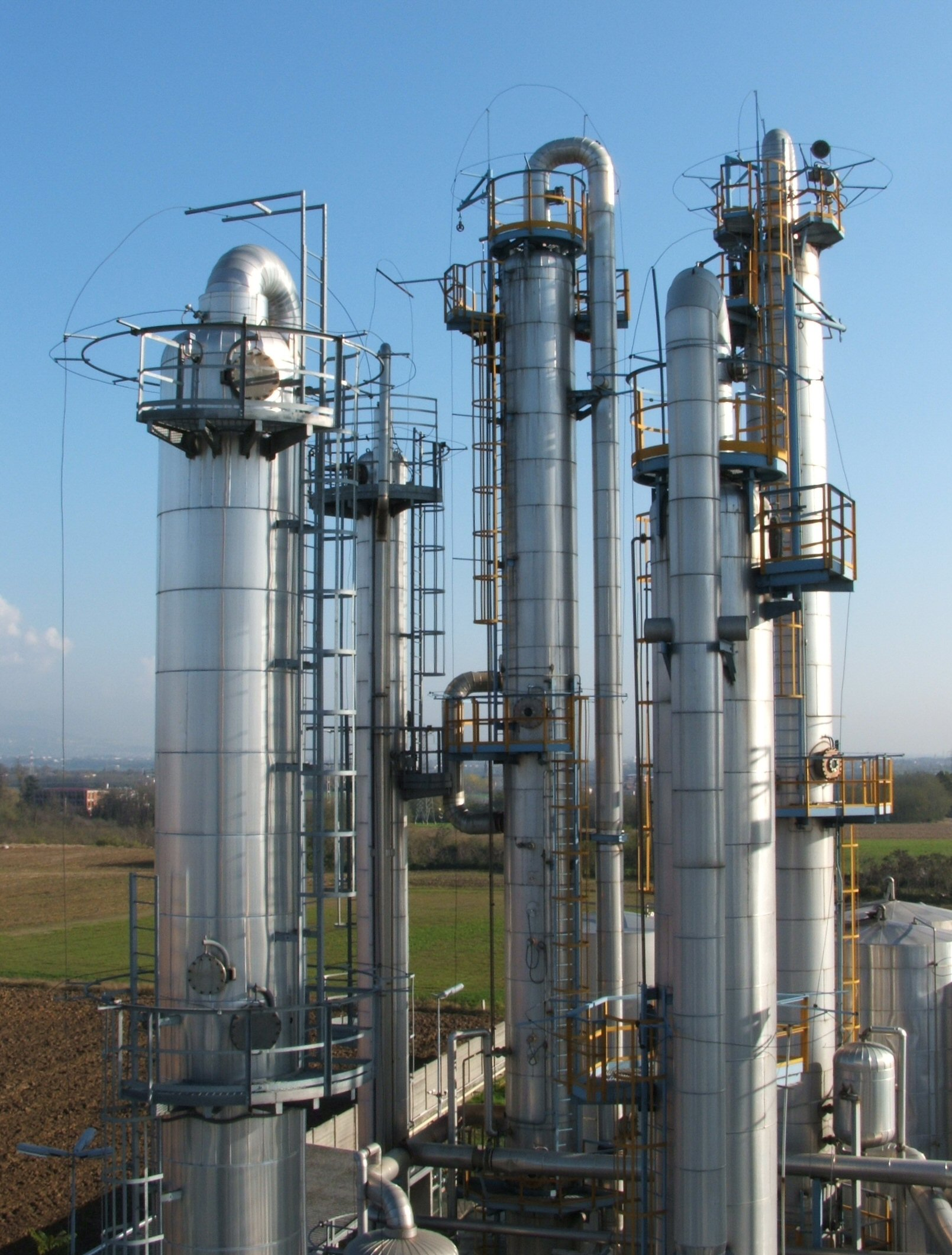
أبراج تقطير تستخدم في الصناعة.

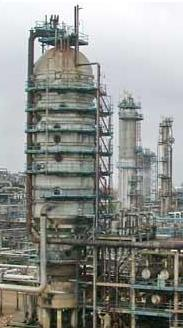
برج لتقطير البترول.

التقطير المستمر في الكيمياء (بالإنجليزية: Continuous distillation) هي عملية تقطير مستمرة حيث يزود عامود التقطير باستمرار بمخلوط السوائل في حين استخلاص وفصل جزء أو أجزاء من السوائل المقطرة النقية. وتتسم عملية التقطير بفصل مكونات مخلوط من السوائل بواسطة اختيار درجة غليان وتكثيف البخار. ويتكون المخلوط من سائلين أو أكثر تختلف درجة غليان كل منها عن الأخرى، وبالتالي تختلف تطايرية كل منها. عند تسخين المخلوط يبدأ أولا السائل ذو درجة غليان منخفضة في الغليان وينفصل في هيئة بخاره. يصعد البخار في عامود التقطير ويتكثف، بينما تبقى المكونات القليلة التطاير في قاع العامود.
وتجود طريقة أخرى للتقطير ليست مستمرة وهي تقطير بالتشغيلة. وفي تلك الطريقة يوضع المخلوط في جهاز التقطير ويبدأ التقطير، وتسحب المكونات الناتجة النقية (نسبيا) واحدة تلو الأخرى بحسب توقيتها. وما يبقى في قاع الجهاز فيكون السائل ذو درجة غليان عالية.

## تطبيقات في الصناعة
يتم التقطير في وحدات للتقطير يقوم بتشغيلها مهندسون كيميائيون.

يستخدم التقطير المستمر كثيرا في الصناعات الكيماوية حيث يجري تقطير كميات هائلة من المخلوطات.
.
ومن تلك الصناعات نجد عملية تنقية الغاز الطبيعي وإنتاج البتروكيماويات وتقطير الفحم وصناعة الكحوليات، وفصل الهواء السائل، وفصل مذيبات هيدروكربون وغيرها، وإن أوسع وأهم استخداماتها يكمن في صناعة  تكرير النفط.
وفي مصافي تكرير النفط يتم فصل مكونات النفط الخام الذي يتكون من مخلوط معقد، ويتم ذلك بفصل جزء من المكونات، يشكل كل جزء مجموعة سوائل في حيز ضيق لدرجة غليان . ولذلك تسمي العملية تقطير جزئي. ولا يتحتم فصل المكونات الجزئية إلى درجة نقاوة أعلى حيث تفي بالغرض منها في إطار كلفة أقتصادية معتدلة.
ويجري التقطير المستمر في أبراج كبيرة رأسية (كما في الصور 1 و 2) وهي تعرف بابراج التقطير أو أعمدة التقطير، ويختلف قطرها بين 65 سنتيمتر إلى 11 متر ويصل ارتفاعها من 6 متر إلى 60 متر أو أكثر.

## اقرأ أيضا
- تقطير جزئي
- تقطير النفط
- تقطير إتلافي
- تقطير جاف
- معادلة فينسك
- طبق نظري